# Markotabödöge
Markotabödöge (em croata: Budegera) é um município da Hungria, situado no condado de Győr-Moson-Sopron. Tem 16,29 km² de área e sua população em 2015 foi estimada em 474 habitantes.